# Otto Kretschmer
Otto Kretschmer (ur. 1 maja 1912 w Heidau, zm. 5 sierpnia 1998 w Straubingu) – niemiecki oficer marynarki, jeden z najskuteczniejszych dowódców niemieckich okrętów podwodnych (U-Bootów) w okresie II wojny światowej, z przydomkiem Król tonażu.

## Życiorys
Kretschmer urodził się 1 maja 1912 roku w Heidau koło Nysy, wówczas w Cesarstwie Niemieckim, jako syn Friedricha Wilhelma Otto i Alice (z domu Herbig) Kretschmer. Jego ojciec był nauczycielem w miejscowej szkole podstawowej, do której Otto uczęszczał w latach 1918–1921. Następnie przeniósł się do Carolinum. W okresie powojennym rodzina Kretschmerów pozostawała z dala od politycznych zawirowań ery Republiki Weimarskiej. Otto Kretschmer poświęcał się zainteresowaniom sportowym i naukowym. Osiągał dobre wyniki z matematyki i chemii, zdając maturę w wieku 17 lat. W swoim raporcie szkolnym pojawiła się uwaga: "Kretschmer wielokrotnie wykazywał niezwykłą odwagę. Chce zostać oficerem marynarki". Kretschmer był zbyt młody, by wstąpić do wojska w wieku 17 lat, dlatego jego ojciec wysłał go do Anglii, aby poszerzyć horyzonty.
Kretschmer zapisuje się na Uniwersytet w Exeter (wówczas University College of the South West of England) i studiuje pod kierunkiem profesora Jacoba Wilhelma Schoppa (ur. 1871), Niemca naturalizowanego na obywatela brytyjskiego. Opanował język angielski i zaczął szanować brytyjski system edukacji; praktyczne podejście do nauki wzbogacało jego niemieckie, oparte na teorii i nauce, wykształcenie. Jego pobyt w Anglii kształtował jego postrzeganie Brytyjczyków podczas wojny; szybko uwierzył w plotki o nowych brytyjskich wynalazkach na morzu podczas wojny. Po śmierci matki z powodu tężca, spowodowanego błędami medycznymi, wrócił do domu. Po tej przerwie nie powrócił już do Anglii, ale podróżował przez Francję, Szwajcarię i Włochy.
Dowodził 3 okrętami podwodnymi, należącymi najpierw do 1., później do 7 Flotylli. Od 31 lipca do 15 sierpnia 1937 roku służył jako pierwszy oficer na U-35, później był jego dowódcą. Od 1 października tego roku był dowódcą U-23, na którym odbył w latach 1939 – 1 kwietnia 1940 roku 8 patroli. W sumie przebywał na morzu 94 dni. Następnie dowodził okrętem U-99; do 17 marca 1941 roku odbył na nim także 8 patroli przebywając 119 dni na morzu. Dowodzone przez niego okręty zatopiły 47 alianckich statków handlowych o łącznym tonażu 274 333 BRT, zaś 18 lutego 1940 roku brytyjski niszczyciel HMS "Daring" eskortujący konwój HN-12. 17 marca 1941 roku w czasie bitwy o konwój HX-112 U-99 został zatopiony, a Otto Kretschmer został wzięty do niewoli. W tej samej walce zginął jego przyjaciel Joachim Schepke, dowódca U-100.
W niewoli Otto Kretschmer przebywał najpierw w obozie jenieckim w Szkocji, a następnie w Kanadzie. Podczas pobytu w niewoli pełnił funkcję starszego obozu. Był założycielem tajnej grupy wywiadowczej o kryptonimie "Lorient", która dostarczała admirałowi Karlowi Dönitzowi m.in. wiadomości, kto zatopił U-99, plany obozów jenieckich oraz informacje wojskowe. Od jesieni 1942 roku wraz z 3 innymi dowódcami U-Bootów planował ucieczkę z obozu. W tym celu do wybrzeży kanadyjskich został skierowany okręt podwodny U-536. Jednakże krótko przed terminem ucieczki została ona wykryta, zaś Otto Kretschmer aresztowany (patrz: operacja "Kiebitz"). Po 6 latach pobytu w obozie jenieckim został zwolniony jako jeden z ostatnich oficerów Kriegsmarine. 
Po wojnie służył w Bundesmarine; w latach 1965-1969 pełnił funkcję dowódcy sił NATO COMNAVBALTAP. 

## Kariera wojskowa
- 9 października 1930 – Seekadett (kadet morski)
- 1 stycznia 1932 – Fähnrich zur See (chorąży)
- 1 kwietnia 1934 – Oberfähnrich zur See (starszy chorąży)
- 1 października 1934 – Leutnant zur See (podporucznik marynarki)
- 1 lipca 1936 – Oberleutnant zur See (porucznik marynarki)
- 1 lipca 1939 – Kapitänleutnant (kapitan marynarki)
- 1 marca 1941 – Korvettenkapitän (komandor podporucznik)
- 1 września 1944 – Fregattenkapitän (komandor porucznik)
- wrzesień 1970 – Flotillenadmiral (zob. kontradmirał)

## Odznaczenia
- wrzesień 1939 – Odznaka dla Załóg Łodzi Podwodnych (U-bootskriegsabzeichen)
- 17 października 1939 – Krzyż Żelazny II klasy (Eisernes Kreuz II klasse)
- 17 grudnia 1939 – Krzyż Żelazny I klasy (Eisernes Kreuz I klasse)
- Krzyż Rycerski Krzyża Żelaznego z liśćmi dębu i mieczami (Eichenlaub mit Schwertern zum Ritterkreuz des Eisernen Kreuz)
  - Krzyż Rycerski – 4 sierpnia 1940
  - Liście Dębu do Krzyża Rycerskiego – 4 listopada 1940
  - Miecze do Krzyża Rycerskiego – 26 grudnia 1941